# Apanteles arachidis
Apanteles arachidis är en stekelart som beskrevs av Jean Risbec 1951. Apanteles arachidis ingår i släktet Apanteles och familjen bracksteklar. Inga underarter finns listade i Catalogue of Life.